# Val-du-Mignon
Val-du-Mignon es una comuna nueva francesa situada en el departamento de Deux-Sèvres, de la región de Nueva Aquitania.

## Historia
Fue creada el 1 de enero de 2019, en aplicación de una resolución del prefecto de Deux-Sèvres de 19 de septiembre de 2018 con la unión de las comunas de Priaires, Thorigny-sur-le-Mignon y Usseau, pasando a estar el ayuntamiento en la antigua comuna de Usseau.

## Demografía
Según los datos aportados en la resolución del prefecto de Deux-Sèvres, la comuna se crea con 1144 habitantes.

## Composición
| Comuna fusionada       | Código INSEE | Población (2016) | Superficie (km²) | Densidad (hab./km²) |
| ---------------------- | ------------ | ---------------- | ---------------- | ------------------- |
| Priaires               | 79219        | 119              | 6.84             | 17                  |
| Thorigny-sur-le-Mignon | 79328        | 105              | 5.26             | 20                  |
| Usseau                 | 79334        | 884              | 16.24            | 54                  |